# Нижне-Выйское водохранилище
Нижне-Выйское водохранилище (также Выйский пруд, Нижне-Выйский пруд) — водохранилище на реке Вые, в городе Нижнем Тагиле Свердловской области России.

## Общие сведения
Плотина водохранилища расположена на улице Краснознамённая Нижнего Тагила, в одном километре от устья Выи. Берега в низовьях на всём протяжении застроены. По северному (левому) берегу преимущественно частные дома (микрорайон Кирпичный посёлок), по южному правому — многоэтажная застройка микрорайона Выя, ближе к верховьям сменяющаяся частными домами вошедшего в состав города посёлка Нижняя Черемшанка. Здесь справа в водохранилище впадает река Черемшанка. В верховьях берега покрыты лесом, на левом расположен санаторий и базы отдыха. Здесь реку пересекает Серовский тракт. Примерно в полукилометре выше участка, где заканчивается подпор Нижне-Выйского водохранилища, расположена плотина Верхне-Выйского водохранилища.

## История
Водоём был создан в середине XVIII века, как заводской Выйский пруд для нужд Выйского металлургического завода. Возведённая в 1722 году плотина была земляной. Её размеры составляли (по состоянию на 1800 год): длина 320 метров, ширина по низу 51,2 метра, по верху 29,9 метра, высота 9,6 метра. Образовавшийся пруд имел длину 1,5 версты. После создания в 1938 году выше по течению Верхне-Выйского водохранилища, старое водохранилище получило название Нижне-Выйского.

## Морфометрия
Площадь зеркала водохранилища — 2,3 км². Высота уреза воды — 190,3 метра.

## Данные водного реестра
По данным государственного водного реестра России Нижне-Выйское водохранилище относится к Иртышскому бассейновому округу, водохозяйственный участок Реж (без р. Аять от истока до Аятского г/у) и Нейва (от Невьянского г/у) до их слияния; речному подбассейну реки Тобол; речному бассейну реки Иртыш.
Код объекта в государственном водном реестре — 14010501821299000000060.